# Северен Синай
Северен Синай (на арабски: شمال سيناء) е мухафаза в Североизточен Египет.
Разположена е в северната част на полуостров Синай. Граничи със Средиземно море на север, с Израел на изток и с областите Южен Синай на юг и Суец и Исмаилия на север. Административен център е град Ариш.